# Victoria Open 2008
Die Victoria Open 2008 im Badminton fanden vom 28. bis zum 29. Juni 2008 im Paisley Park in Altona North statt. 

## Sieger und Platzierte
| Disziplin    | Gold                     | Silber                         | Bronze                       |
| ------------ | ------------------------ | ------------------------------ | ---------------------------- |
| Herreneinzel | Jeff Tho                 | Guangfeng Chen                 | Jiancong Lin                 |
| Herreneinzel | Jeff Tho                 | Guangfeng Chen                 | Haoxiang Song                |
| Dameneinzel  | Yun Liu                  | Weiqian He                     | Haiyun Zhou                  |
| Dameneinzel  | Yun Liu                  | Weiqian He                     | Weishan Yang                 |
| Herrendoppel | Murray Hocking Hung Pham | Stuart Brehaut Ben Walklate    | Xiang Feng Li Haoxiang Song  |
| Herrendoppel | Murray Hocking Hung Pham | Stuart Brehaut Ben Walklate    | Guangfeng Chen Jie Yung      |
| Damendoppel  | Weiqian He Hong Qiu      | Yun Liu Weishan Yang           | Victoria Na Erica Pong       |
| Damendoppel  | Weiqian He Hong Qiu      | Yun Liu Weishan Yang           | Jessica Lyons Talia Saunders |
| Mixed        | Jie Yung Hong Qiu        | Stuart Brehaut Louise Mckenzie | Murray Hocking Leisha Cooper |
| Mixed        | Jie Yung Hong Qiu        | Stuart Brehaut Louise Mckenzie | Xiang Feng Li Yun Liu        |